# Oenothera luciae-julianiae
Oenothera luciae-julianiae är en dunörtsväxtart som beskrevs av Warren Lambert Wagner. Oenothera luciae-julianiae ingår i släktet nattljussläktet, och familjen dunörtsväxter. Inga underarter finns listade i Catalogue of Life.